# 1951 في البرتغال
فيما يلي قوائم الأحداث التي وقعت خلال عام 1951 في البرتغال.

## سياسة

### انتهاء فترة المنصب
- 18 أبريل – أوسكار كارمونا رئيس البرتغال.

## رياضة
- 1 يناير – الدوري البرتغالي الممتاز 1950-51 الفائز سبورتينغ لشبونة.

## مواليد

### يناير
- 29 يناير – فيتور نورت ممثل برتغالي.

### أبريل
- 9 أبريل – تيبي لاندري لاعب كرة قدم برتغالي.

### مايو
- 4 مايو – خوسيه مانويل رودريغوس
- 29 مايو – مانويل غوميز مدرب كرة قدم برتغالي.

### يونيو
- 5 يونيو – مانويل فيرنانديز
- 27 يونيو – مانويل كاجودا

### أغسطس
- 15 أغسطس – أنطونيو بينهو فارغاس ملحن برتغالي.

### سبتمبر
- 27 سبتمبر – جواو سواريس كاردوسو لاعب كرة قدم برتغالي.

### أكتوبر
- 29 أكتوبر – فاوستو كوريا سياسي برتغالي.

### ديسمبر
- 14 ديسمبر – يواكيم موتينيو سائق رالي برتغالي.
- 28 ديسمبر – خوسيه بيدرو غوميز ممثل برتغالي.

## وفيات

### أبريل
- 18 أبريل – أوسكار كارمونا (مواليد 1869)

### سبتمبر
- 5 سبتمبر – ماريو إلوي (مواليد 1900) فنان برتغالي.